# Krmačina
Krmačina je naselje u slovenskoj Općini Metliki. Krmačina se nalazi u pokrajini Dolenjskoj i statističkoj regiji Jugoistočnoj Sloveniji. 

## Stanovništvo
Prema popisu stanovništva iz 2002. godine naselje je imalo 25 stanovnika.